# Wounds of Hunger
Wounds of Hunger è un film del 1963 diretto da George Sherman.